# Sci alpino ai VI Giochi olimpici invernali - Discesa libera maschile
La competizione della discesa libera maschile di sci alpino ai VI Giochi olimpici invernali si è svolta il giorno 16 febbraio 1952 a Norefjell presso Oslo.

## Classifica
| Pos.    | Atleta                      | Nazione       | Tempo  |
| ------- | --------------------------- | ------------- | ------ |
| Oro     | Zeno Colò                   | Italia        | 2:30.8 |
| Argento | Othmar Schneider            | Austria       | 2:32.0 |
| Bronzo  | Christian Pravda            | Austria       | 2:32.4 |
| 4       | Fredy Rubi                  | Svizzera      | 2:32.5 |
| 5       | William Beck                | Stati Uniti   | 2:33.3 |
| 6       | Stein Eriksen               | Norvegia      | 2:33.8 |
| 7       | Gunnar Hjeltnes             | Norvegia      | 2:35.9 |
| 8       | Carlo Gartner               | Italia        | 2:36.5 |
| 9       | Georges Schneider           | Svizzera      | 2:37.0 |
| 10      | Gottlieb Perren             | Svizzera      | 2:37.1 |
| 11      | James Couttet               | Francia       | 2:38.7 |
| 12      | Richard Carl Buek           | Stati Uniti   | 2:39.1 |
| 13      | Janež Štefe                 | Jugoslavia    | 2:40.6 |
| 14      | Jack Reddish                | Stati Uniti   | 2:41.5 |
| 14      | Henri Oreiller              | Francia       | 2:41.5 |
| 16      | Willi Klein                 | Germania      | 2:42.8 |
| 17      | Benedikt Obermüller         | Germania      | 2:42.9 |
| 18      | Ilio Colli                  | Italia        | 2:43.2 |
| 18      | Robert Richardson           | Canada        | 2:43.2 |
| 20      | Silvio Alverà               | Italia        | 2:43.6 |
| 20      | Johnny Lunde                | Norvegia      | 2:43.6 |
| 22      | Andrzej Gąsienica Roj       | Polonia       | 2:44.3 |
| 23      | John Fredriksson            | Svezia        | 2:44.5 |
| 24      | Chiharu Igaya               | Giappone      | 2:45.0 |
| 25      | Maurice Sanglard            | Francia       | 2:45.4 |
| 26      | Bernhard Perren             | Svizzera      | 2:46.1 |
| 27      | Åke Nilsson                 | Svezia        | 2:47.0 |
| 28      | Otto Linher                 | Austria       | 2:47.9 |
| 29      | Stefan Dziędzić             | Polonia       | 2:49.4 |
| 30      | Georgi Dimitrov Kostandinov | Bulgaria      | 2:49.9 |
| 31      | Gordon Morrison             | Canada        | 2:51.1 |
| 32      | Brooks Dodge                | Stati Uniti   | 2:52.2 |
| 32      | John Allen Griffin          | Canada        | 2:52.2 |
| 34      | Sixten Isberg               | Svezia        | 2:53.4 |
| 35      | Guy de Huertas              | Francia       | 2:54.4 |
| 35      | Mihai Bîră Sr.              | Romania       | 2:54.4 |
| 37      | Francisco Viladomat         | Spagna        | 2:55.4 |
| 38      | Josef Schwaiger             | Germania      | 2:55.5 |
| 39      | John Boyagis                | Gran Bretagna | 2:55.6 |
| 39      | Dimităr Dražev              | Bulgaria      | 2:55.6 |
| 41      | André Bertrand              | Canada        | 2:56.0 |
| 42      | Andrzej Czarniak            | Polonia       | 2:56.4 |
| 43      | Józef Marusarz              | Polonia       | 2:58.7 |
| 44      | Pentti Alonen               | Finlandia     | 2:59.7 |
| 45      | Hendrik Pappenheim          | Paesi Bassi   | 3:00.0 |
| 46      | Luis de Ridder              | Argentina     | 3:01.8 |
| 47      | Pablo Rosenkjer             | Argentina     | 3:02.9 |
| 48      | Peter Pappenheim            | Paesi Bassi   | 3:05.7 |
| 49      | Haukur Sigurðsson           | Islanda       | 3:06.0 |
| 50      | Stefán Kristjánsson         | Islanda       | 3:06.1 |
| 51      | Dumitru Sulică              | Romania       | 3:07.3 |
| 52      | Ásgeir Eyjólfsson           | Islanda       | 3:08.3 |
| 53      | Luis Arias                  | Spagna        | 3:09.2 |
| 54      | Juan Poll                   | Spagna        | 3:10.1 |
| 54      | Jón Karl Sigurðsson         | Islanda       | 3:10.1 |
| 56      | Eino Kalpala                | Finlandia     | 3:16.2 |
| 57      | Ibrahim Geagea              | Libano        | 3:20.2 |
| 58      | Noel Harrison               | Gran Bretagna | 3:21.5 |
| 59      | Ion Cașa                    | Romania       | 3:26.4 |
| 60      | William George Day          | Australia     | 3:31.4 |
| 61      | Michel Feron                | Belgio        | 3:31.5 |
| 62      | Otto Jung                   | Argentina     | 3:34.9 |
| 63      | Michel Alphonse Feron       | Belgio        | 3:36.5 |
| 64      | Georgi Mitrov               | Bulgaria      | 3:44.5 |
| 65      | Herbert Familton            | Nuova Zelanda | 3:44.6 |
| 66      | Eduardo Silva               | Cile          | 3:52.3 |
| 67      | Barry Patten                | Australia     | 3:53.1 |
| 68      | Jaime Errázuriz             | Cile          | 3:53.3 |
| 69      | Duarte Silva                | Portogallo    | 3:58.4 |
| 70      | Gino de Pellegrín           | Argentina     | 4:02.0 |
| 71      | William Arnott              | Australia     | 4:13.5 |
| 72      | Alexandros Vouxinos         | Grecia        | 6:10.8 |
| -       | Egon Schöpf                 | Austria       | Squal. |
| -       | Stig Sollander              | Svezia        | Squal. |
| -       | Sverre Johannessen          | Norvegia      | Squal. |
| -       | Hisashi Mizugami            | Giappone      | Squal. |
| -       | Radu Scîrneci               | Romania       | Squal. |
| -       | Angelos Lembesi             | Grecia        | Squal. |
| -       | Carlos Eiras                | Argentina     | Squal. |
| -       | Aristeo Benavídez           | Argentina     | Squal. |
| -       | Antonios Myliordos          | Grecia        | Squal. |